# Café Continental
Café Continental  était une émission de télévision de divertissement britannique, diffusée sur la BBC de 1947 à 1953.
L'émission était diffusée en direct des studios de la BBC à l'Alexandra Palace. Le programme commençait avec un maître d'hôtel qui accueillait les caméras dans le café en leur disant : « Votre table a été réservée, comme toujours ».
Conçu et produit par Henry Caldwell, Café Continental était programmé les samedis soirs à 20h00. D'une durée de 45 minutes, cette émission attirait de nombreux chanteurs et danseurs célèbres de l'époque : on a pu y voir notamment Joséphine Baker, qui fut sur le plateau le 26 juin 1948, et le groupe italien Quartetto Cetra, la même année.

## Source
- (en) Cet article est partiellement ou en totalité issu de l’article de Wikipédia en anglais intitulé « Café Continental » (voir la liste des auteurs).